# Полтавський Семен Володимирович
Семен Володимирович Полтавський (рос. Семен Володимирович Полтавський; нар. 8 лютого 1981, Одеса) — український і російський волейболіст, заслужений майстер спорту Росії, нападник другого темпу, гравець збірної Росії у 2003, 2005—2010 роках.

## Біографія
Семен Полтавський народився в Одесі в родині відомого волейболіста Володимира Полтавського. Починав займатися волейболом під керівництвом тренера Вадима Унгурса. У 1997 році був запрошений в команду «Пітер-Лада» з Санкт-Петербурґа — фарм-команду «Автомобіліста», яка виступала у першій лізі чемпіонату Росії. Через рік змінив громадянство з українського на російське і у віці 17 років дебютував в «Автомобілісті». Протягом чотирьох сезонів молодий нападник другого темпу був одним з лідерів петербурзького клубу.
У 1999 році став переможцем чемпіонатів світу у складі збірних Росії двох вікових категорій — юніорської та молодіжної. З «молодіжкою» нового скликання в 2000 році виграв золото чемпіонату Європи, а в 2001-му — срібло чемпіонату світу. У національної збірної Росії дебютував у червні 2002 року на турнірі Шести націй у Італії, але через травму тим влітку не зіграв у офіційних змаганнях з участю російської команди.
У 2002 році Семен Полтавський підписав контракт з італійською «Моденою» і наступний сезон на правах оренди провів в іншому клубі серії A1 — «Ґабеці». По його закінченні повернувся в Росію, 24 травня 2003 року в рамках Світової ліги провів перший офіційний матч за національну збірну, увійшов в заявку на фінальний турнір Світової ліги у Мадриді чемпіонат Європи в Німеччині. Клубну кар'єру Полтавський продовжив у московському «Динамо».
Влітку 2005 року за кілька місяців міжсезоння змінив амплуа нападника другого темпу на позицію діагонального нападника. У новому амплуа він повернувся до складу збірної Росії, а з «Динамо» в травні 2006 року завоював перший в кар'єрі титул чемпіона країни. У 2006 році був капітаном збірної Росії, аж до 2010 роках грав у всіх змаганнях з її участю, неодноразово завойовував індивідуальні призи, в числі яких титул найціннішого гравця чемпіонату Європи 2007 року. На Олімпійських іграх-2008 в Пекіні завоював бронзову медаль. Всього за кар'єру Полтавський провів 152 матчі за збірну Росії і набрав у них 1626 очок.
У 2010 році перейшов з «Динамо» в «Ярославич». У чемпіонаті Росії волжани програли у чвертьфінальній серії казанському «Зеніту» і посіли 8-е місце, але Полтавський завоював Приз Андрія Кузнецова, ставши першим в історії володарем титулу кращого волейболісту Росії серед гравців, чия команда не потрапила в призери чемпіонату.
Надалі проблеми зі спиною не дозволили Полтавському у 2011 році зіграти за збірну Росії, а травма плеча і тривалий відновлювальний період після операції змусили пропустити більшу частину сезону-2011/12, в якому він був гравцем «Факела». Влітку 2012 року Семен Полтавський повернувся в московське «Динамо», але через рецидив травми знову не мав великої ігрової практики. У матчах «Динамо» він, як і на початку кар'єри, виступав переважно на позиції нападника другого темпу.
У липні 2013 року в Одесі Семен Полтавський в парі з Олександром Горбачовим, онуком відомого радянського тренера Євгена Горбачова, брав участь в одному з турів чемпіонату України з пляжного волейболу. У сезоні-2013/14 знову грав за «Ярославич».
Сезон-2014/15 Полтавський міг провести в «Білогір'ї», але після декількох тижнів тренувань керівництво бєлгородського клубу відмовилося від гравця, і він пропустив весь сезон, не зумівши знайти команду.
Восени 2015 року Семен Полтавський поповнив склад краснодарського «Динамо». У травні 2016 року оголосив про завершення спортивної кар'єри.

## Досягнення

### У клубній кар'єрі
- Чемпіон Росії (2005—2006, 2007—2008), срібний (2003—2004, 2004—2005, 2006—2007) і бронзовий (2009—2010) призер чемпіонатів Росії.
- Володар Кубка Росії (2006, 2008), фіналіст Кубка Росії (2003, 2004, 2007).
- Володар Суперкубка Росії (2008, 2009).
- Фіналіст Ліги чемпіонів (2009—2010), бронзовий призер Ліги чемпіонів (2006—2007).

### Зі збірними
- Чемпіон світу серед молодіжних команд (1999).
- Чемпіон світу серед юніорських команд (1999).
- Чемпіон Європи серед юніорських команд (1999).
- Чемпіон Європи серед молодіжних команд (2000).
- Срібний призер чемпіонату світу серед молодіжних команд (2001).
- Бронзовий призер Олімпійських ігор (2008).
- Срібний (2005, 2007) і бронзовий (2003) призер чемпіонатів Європи.
- Срібний (2007, 2010) та бронзовий (2006, 2008, 2009) призер Світової ліги.
- Срібний призер Кубка світу (2007).
- Переможець Євроліги (2005).

### Особисті
- Найцінніший гравець (MVP) і кращий подає чемпіонату Європи (2007).
- Найрезультативніший гравець і кращий подаючий «Фіналу шести» Світової ліги (2007).
- Кращий подає Кубка світу (2007).
- Учасник Матчів зірок Росії (2005, 2008, 2009, 2011).
- Найкращий гравець чемпіонату Росії — володар Призу Андрія Кузнєцова (2011).

## Нагороди та звання
- Заслужений майстер спорту Росії (2008).
- Медаль ордена «За заслуги перед Вітчизною» II ступеня — за великий внесок у розвиток фізичної культури і спорту, високі спортивні досягнення на Іграх XXIX Олімпіади 2008 року в Пекіні (2009)[10].